# Културология
Културология (рус. культурология) е науката за културата, която изучава напредъка (материален и/или духовен) на личността, групата, колектива, общността от миналото до наши дни.
Включва познания по философските и методологически начини за развитие на обществото и културата. Крайната цел на човешката култура е духовно и нравствено съвършенство, което се постига чрез напредъка, в т.ч. възможно най-благоприятни условия за живот (материални и/или духовни), и победата на човешкия разум над природата (вкл. човешката природа). Науката за културата се занимава със запознаването и изучаването на историческите натрупвания, даващи достоверни примери и доказателства за вида, състава и идентичността на културите по света, техните особености и връзки.
Най-общо – културологията изучава всичко, което се различава при сравнението на миналото с настоящето, като същността на истинската култура може да даде отговор на проблемите на личността/общността от създаването на Света до наши дни. Културологията дава основания да се разграничи културното съзнание, чрез съпоставка на същественото и несъщественото за съществуването му.
Въпреки че през годините различните националности са предпочитали различно наименование на предмета на културологията, най-известният синоним на думата „култура“ е думата „цивилизация“, тъй като смисъла на цивилизацията е развитие на човека/общността към по-високо организирана форма на съвместно съществуване на човешките общности, например животът в град (от лат. civitas).

## Изследвания в областта на културата
Виж основна статия Културни изследвания.
Така наречените културни изследвания на английски (Cultural studies) от своя страна е поле, което комбинира политическата икономика, комуникацията, социологията, социалната теория, литературната теория, медийната теория, изучаване на филмовото изкуство, културната антропология, философия, музейните науки и история на изкуството, история на критиката (критицизма), изучаващ културните феномени в различни общества. Cultural studies често се концентрират върху това, как определен феномен е свързан с въпроси като идеология, националност, етнос, социална класа и пол.

## Ценностна структура на културата
Същността на ценностната структура на културата са ценностите като обективни характерности, включващи положителното или отрицателното им достойнство, което ние оценяваме едва при оценяването.
Ценностите не са просто дар на субективната ни нагласа спрямо нещата, а съвкупност от обективни дадености, които ние срещаме вън от нашето съзнание, както например в дърветата и в хората. Необходимо е обаче да правим и разлика между ценностите и ценните неща, водени от разбирането, че ценностите се проявяват като свойства на нещата, съдържащи се в тях. Ценностите не са неща, нито реалности - те не са предметния свят. Ценностите са един вид иреални свойства, съдържащи се в реалните предмети. Те не могат да бъдат видени с очите като цветовете, нито разбрани като числата и понятията. Например красотата на една статуя или картина, справедливостта/несправедливостта на конкретна постъпка, чарът на изящен женски профил, не са неща, които могат или не могат да бъдат разбрани. Те са ценности, защото могат само да бъдат „усещани“ и по-точно „ценени“ или „неценени“, т.е. „ценността“ има характер на свойство. Също така ценността изисква винаги да бъде отнесена към нещо конкретно по свойство, ранг или материя. Например „добротата“ е винаги нечия доброта. Една ценност е винаги или положителна или отрицателна. Нищо в света на битието не е отрицателно в абсолютен смисъл, а само съотнесено към други явления. Например, „изискаността“ е положителна ценност, спрямо отрицателната степен „неизисканост“. Същевременно обаче, тя е по-низша ценност от „нравствената доброта” или от „красотата”.
Забележително е мнението на Ортега-и-Гасет, че една достойна по своето предизвикателство задача е пренаписването на историята на културата, като процес на откриване, формиране и натрупване на „ценности“.